# Rudolf Kjellén
 (novembre 2020).
Si vous disposez d'ouvrages ou d'articles de référence ou si vous connaissez des sites web de qualité traitant du thème abordé ici, merci de compléter l'article en donnant les références utiles à sa vérifiabilité et en les liant à la section « Notes et références ».
Johan Rudolf Kjellén (né le 13 juin 1864 à Torsö (Suède) et mort le 14 novembre 1922) était professeur de science politique à l'université de Göteborg. Sa réflexion le poussa à associer la science politique à la géographie, qu'il enseigna par la suite, avant de créer de nouvelles disciplines consacrées à l'État.

## Vision de la science politique
Politiste, Kjellén veut fonder une nouvelle science politique comme une discipline complète attachée à décrire l'État : « l’État dans sa totalité, comme il se manifeste dans la vie réelle ». Afin de développer cette jeune discipline, il propose une approche à l'aide des attributs de la puissance :
- La « géographie » analysée par la géopolitique, le rapport entre l'État et son territoire (subdivisée en topopolitique — la position de l'État ; en morphopolitique — la forme de l'État ; et en physiopolitique — le territoire de la nation) ;
- La « démographie » analysée par la démopolitique, le rapport entre l'État et sa population (subdivisée entre autres en ethnopolitique — le peuple en tant que tel) ;
- L' « économie » analysée par la géoéconomie, le rapport entre l'État et l'économie ;
- La « sociologie » analysée par la sociopolitique, le rapport entre l'État et la société nationale ;
- Le « politique » analysée par la kratopolitique (trad. « la politique de régiment »), à savoir la forme, la puissance ou encore la vie de l'État.

Son approche est teinté de déterminisme/environnementalisme. Il possède une vision organiciste de l'État : « les États, comme nous les suivons dans l’histoire et comme nous avons réellement à agir à l’intérieur d’eux, sont des êtres sensibles et raisonnables — comme les hommes ».
Pour lui, l'État doit être perçu sous deux angles :
- D'une part, avec une logique interne, avec son organisation juridique et sociale ;
- D'autre part, dans sa relation avec l'extérieur, « une puissance étrangère, tâtonnante et faillible dans l’histoire… »

## Diffuseur du terme «géopolitique»
Le terme apparaît pour la première fois chez Gottfried Wilhelm Leibniz dans un manuscrit inédit de 1679. À la suite de la lecture des auteurs allemands, notamment la Géographie politique de Friedrich Ratzel, Kjellén intègre cette perspective géographico-politique à son analyse, popularisant le terme géopolitique (Geopolitik).
Il définit ainsi le terme à l'occasion de ses cours à l'université de Göteborg, puis lors de la parution de son ouvrage Stormakterna. Konturer kring samtidens storpolitik, första delen (1905) : « La géopolitique est la science de l’État comme organisme géographique ou comme entité dans l’espace : c'est-à-dire l’État comme pays, territoire, domaine ou, plus caractéristique, comme règne. Comme science politique elle observe fermement l’unité étatique et veut contribuer à la compréhension de la nature de l’État. ».